# Pallade Atena (Rembrandt)
Pallade Atena è un dipinto an olio su tela (118x91 cm) realizzato nel 1657 circa dal pittore Rembrandt Harmenszoon Van Rijn.
È conservato nel Museu Calouste Gulbenkian di Lisbona.

## Attribuzione
Il soggetto della rappresentazione è la dea Atena della mitologia greca. Tuttavia, come ogni grande e famosa opera d'arte, le sono già state attribuite le più diverse teorie: dalla dea romana Minerva all'imperatore del mondo Alessandro Magno.
Si sa che è appartenuto allo zar russo Caterina II, prima di giungere nelle mani del magnate armeno Calouste Gulbenkian nel XX secolo, entrando a far parte della sua personale collezione d'arte, oggi esposta nel museo che porta il suo nome, che conserva tuttora opere di altri grandi nomi come Rubens, Monet, Renoir, Manet, Turner e Rodin.
La prova della raffigurazione di Atena include lei che indossa un elmo decorato con una corona e tiene uno scudo alla volta del pesce Medusa. L'incisione di Pallade Atena nel corteo nuziale di Henriette Katarina van Nassau e Johann Georg II, principe di Anhalt-Dessau nel 1659 è simile per posa e costumi a quest'opera. La dea è stata interpretata dal figlio di Rembrandt, il che ha portato all'ipotesi che Rembrandt abbia basato un dipinto sull'aspetto di Titus quando è apparsa alla parata. Titus può essere posizionato come modello.
Un'ipotesi recente è che un dipinto possa rappresentare una Venere innamorata del Louvre (1660), Giunone (inizio 1660) e questa Atena, alcuni dicono fosse una trilogia. Le tre opere furono probabilmente commissionate a Rembrandt dal mercante d'arte Herman Becker (c. 1617–1678).
Per la similitudine con l'Alessandro Magno di Glasgow, datato 1655, si stima che l'esecuzione sia stata contemporanea.